# Rijkszwaard

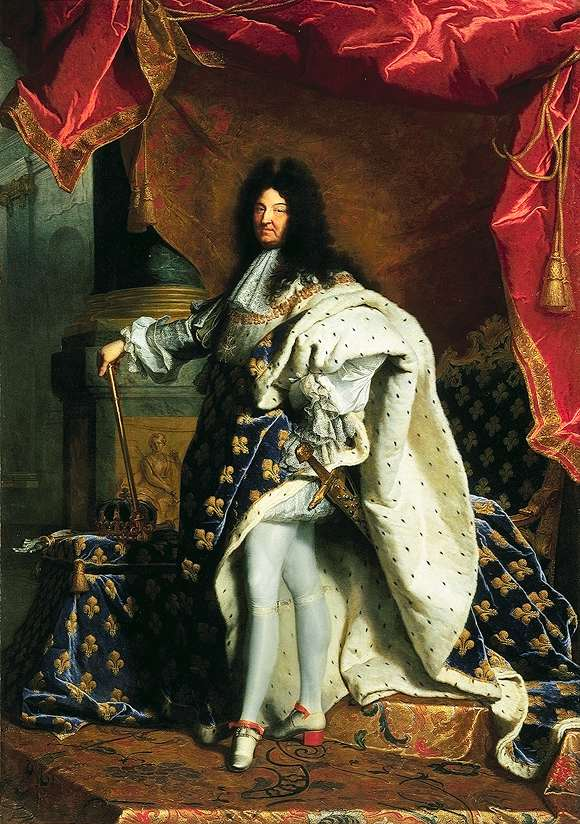
Lodewijk XIV

Het rijkszwaard is een voorwerp dat onderdeel uitmaakt van de regalia, de voorwerpen die gebruikt worden voor een kroning van een vorst. Het symboliseert de macht van de koning. Het tonen van het rijkszwaard kan met de "tweezwaardenleer" van de middeleeuwse theologie en de toenmalige opvattingen over staatsrecht en macht in verband worden gebracht.
Op middeleeuwse afbeeldingen wordt getoond hoe een hand uit de hemel aan paus en keizer twee zwaarden aanreikt. Deze zwaarden fungeren als symbolen van de machtsaanspraken van de wereldlijke en geestelijke macht.
Ook de Nederlandse regalia kennen een rijkszwaard. Het is gemaakt voor de kroning van Willem II. In andere landen, zoals Groot-Brittannië, wordt bij de jaarlijkse opening van het parlement steeds een groot en kostbaar rijkszwaard meegedragen. 
De Britse regalia kennen naast het Rijkszwaard ook andere zwaarden, namelijk Het zwaard van justitie en Het zwaard van genade. Het zwaard staat dus voor de uitoefening van de bevoegdheid.
Op het portret hiernaast, geschilderd door Hyacinthe Rigaud, toont Lodewijk XIV een zwaard dat van Karel de Grote zou zijn geweest. (In werkelijkheid is het afkomstig uit de 10e eeuw.) Beïnvloed door het feit dat het oud en kostbaar was, liet ook keizer Napoleon zich met dit zwaard op prominente wijze uitbeelden.

## Het Nederlandse rijkszwaard

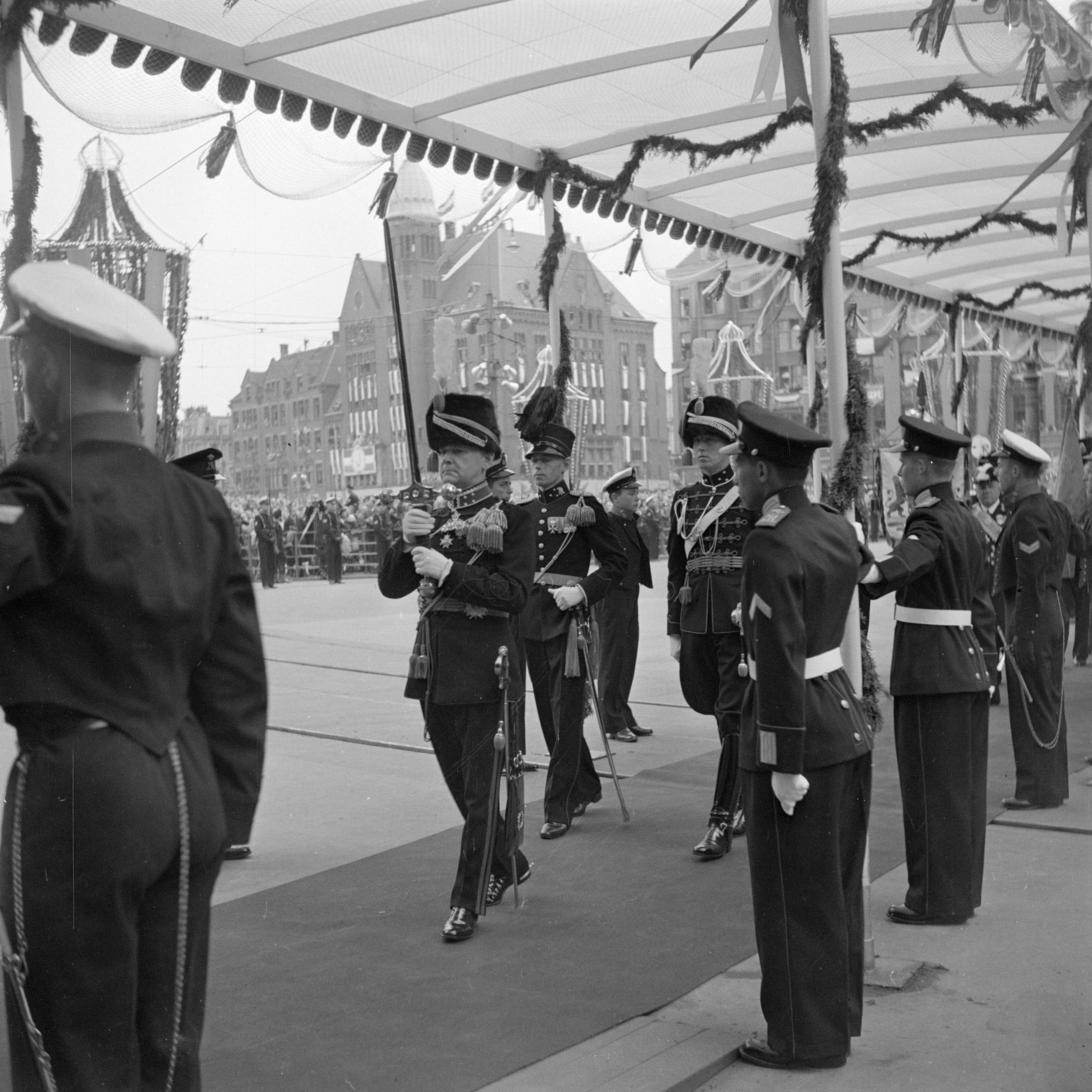
Het Nederlandse Rijkszwaard zoals dat in 1948 naar de inhuldiging van Koningin Juliana werd gedragen.

Het Nederlandse rijkszwaard symboliseert de macht van de koning. Het gevest van het zwaard is verguld en is versierd met stenen van geslepen glas. De Nederlandse regalia zijn niet erg kostbaar uitgevoerd. Het zwaard is 1,38 m lang en werd geleverd door de firma P. Mansvelt & Zoon uit Den Haag. De greep van het zwaard en de schede zijn bekleed met donkerrood fluweel door de Brusselse firma Van Meerbeke.
Tijdens de inhuldiging van een Nederlandse koning wordt het ontblote rijkszwaard met de punt omhoog voor de koning uitgedragen en tijdens de plechtigheid naast hem omhoog gehouden. Koningin Wilhelmina vroeg in 1898 aan generaal Karel van der Heijden, voormalig gouverneur van Atjeh, om deze taak op zich te nemen.
In 2013 werden  tijdens de troonswisseling in Nederland twee van de regalia, het rijkszwaard, dat voor macht staat en de rijksstandaard met het 19e-eeuwse Nederlandse wapen vastgehouden door respectievelijk de Commandant der Strijdkrachten Tom Middendorp en de Inspecteur-generaal der Krijgsmacht Ton van Ede. De voorwerpen worden al gebruikt sinds 1840 toen koning Willem II werd ingehuldigd. 
Kort voor de troonswisseling van 2013 brak een stuk van het rijkszwaard af; het werd met plakband hersteld.